# Alan Berg
Alan Berg, född 1 januari 1934 i Chicago, Illinois, död 18 juni 1984 i Denver, Colorado, var en amerikansk liberal radiopratare som sände sitt program KOA 850 AM från Denver i Colorado. Radioprogrammet hördes av människor i över trettio delstater i USA där Berg pratade om vapenkontroll, homosexualitet, religion och andra kontroversiella ämnen. Han hade en trogen publik och han var känd för sin aggressivt konfrontativa debatteknik mot de lyssnare som ringde in till hans program.
Den 18 juni 1984 sköts Berg, som var av judisk härkomst, på sin garageuppfart av tre medlemmar i det nynazistiska The Order. Ingen dömdes för mord men flera dömdes för att ha brutit mot hans medborgerliga rättigheter. En av dem som dömdes för inblandning var nynazistledaren David Lane.
Händelsen inspirerade till medieproduktioner på ett flertal sätt. Eric Bogosian gjorde en teaterproduktion av den, en berättelse som senare gjordes om till film av Oliver Stone, med Eric Bogosian i huvudrollen. Både teater- och filmversionen heter Talk Radio.